# 福布斯美国大学榜
福布斯美國大學榜（英語：America's Top Colleges）是一份由《福布斯》發佈的年度美國大學排名報告，於2008年首次發佈。
《福布斯》將普林斯頓大學列為該大學榜首屆年度美國最佳大學， 美國軍事學院（西點軍校）在次年獲得了最高榮譽。 威廉姆斯學院在2010年到2011年期間獲得美國最佳大學，成為首個蟬聯該榮譽的美國高等院校；但普林斯頓大學在2012年重新獲得此榮譽。 斯坦福大學於2013年和2016年佔據福布斯美國大學榜榜首的位置，而威廉姆斯學院和波莫納學院這兩所美國精英級文理學院分別在2014年和2015年拿下榜首。 2017年至2020年期間，哈佛大學被《福布斯》評為該大學榜的第一名； 2021年，加利福尼亞大學柏克萊分校成為榜單冠軍，這也是第一所拿下此榮譽的公立大學。 2022年，麻省理工大學成為美國大學榜榜首。

## 評選標準
| 項目                                       | 分數佔比 |
| ------------------------------------------ | -------- |
| 校友薪資                                   | 20%      |
| 學生債務                                   | 15%      |
| 投資回報                                   | 15%      |
| 畢業率                                     | 15%      |
| 校友影響                                   | 15%      |
| 留存率                                     | 10%      |
| 學業成功                                   | 10%      |
| Source: How We Rank America's Top Colleges |          |

## 最新排名
| 排名 | 大學名稱                 | 所在州       | 大學類型       |
| ---- | ------------------------ | ------------ | -------------- |
| 1    | 麻省理工大學             | 馬薩諸塞州   | 私立非營利大學 |
| 2    | 斯坦福大學               | 加利福尼亞州 | 私立非營利大學 |
| 3    | 加利福尼亞大學柏克萊分校 | 加利福尼亞州 | 公立大學       |
| 4    | 普林斯頓大學             | 新澤西州     | 私立非營利大學 |
| 5    | 哥倫比亞大學             | 紐約州       | 私立非營利大學 |
| 6    | 加利福尼亞大學洛杉磯分校 | 加利福尼亞州 | 公立大學       |
| 7    | 威廉姆斯學院             | 馬薩諸塞州   | 私立非營利大學 |
| 8    | 耶魯大學                 | 康涅狄格州   | 私立非營利大學 |
| 9    | 杜克大學                 | 北卡羅來納州 | 私立非營利大學 |
| 10   | 賓夕法尼亞大學           | 賓夕法尼亞州 | 私立非營利大學 |
| 11   | 西北大學                 | 伊利諾伊州   | 私立非營利大學 |
| 12   | 萊斯大學                 | 得克薩斯州   | 私立非營利大學 |
| 13   | 范德堡大學               | 田納西州     | 私立非營利大學 |
| 14   | 達特茅斯學院             | 新罕布什爾州 | 私立非營利大學 |
| 15   | 哈佛大學                 | 馬薩諸塞州   | 私立非營利大學 |
| 16   | 康奈爾大學               | 紐約州       | 私立非營利大學 |
| 17   | 加利福尼亞大學聖迭戈分校 | 加利福尼亞州 | 公立大學       |
| 18   | 約翰霍普金斯大學         | 馬里蘭州     | 私立非營利大學 |
| 19   | 布朗大學                 | 羅德島州     | 私立非營利大學 |
| 20   | 芝加哥大學               | 伊利諾伊州   | 私立非營利大學 |

## 懲罰措施
自2013年開始，四所承認虛報招生數據的大專院校被剔除出榜單，並暫停排名兩年；這四所大學分別是巴克內爾大學、克萊蒙特·麥肯納學院、埃默里大學和艾歐納大學。